# Bugaj (Ozorków)
Bugaj – część miasta Ozorkowa w województwie łódzkim, w powiecie zgierskim, dawniej samodzielna miejscowość. Leży na północnym zachodzie miasta, w okolicy ulic Łęczyckiej (od drogi krajowej 91 do ul. Łąkowej), Łąkowej, Orzeszkowej, Kolejowej, Suchej i Prostej. Na Bugaju znajduje się stacja kolejowa Ozorków.

## Historia
Dawniej samodzielna wieś. Od 1867 w gminie Strzeblew w powiecie łęczyckim, w 1868 przemianowanej na Piaskowice. Pod koniec XIX wieku Bugaj liczył 125 mieszkańców. W okresie międzywojennym należał do w woj. łódzkim. W 1921 roku liczba mieszkańców wynosiła 773. 1 września 1933 utworzono gromadę Bugaj w granicach gminy Piaskowice, składającą się z samej wsi Bugaj. Podczas II wojny światowej włączony do III Rzeszy.
Brak informacji o dacie włączenia Bugaju do Ozorkowa. W powojennych wykazach gromada Bugaj już nie występuje. 